# اسحاق‌آباد (شهربابک)
اسحق‌آباد یا اسحاق‌آباد روستایی در دهستان جوزم بخش دهج شهرستان شهربابک استان کرمان ایران است.

## جمعیت
بر پایه سرشماری عمومی نفوس و مسکن در سال ۱۳۹۵ جمعیت این روستا ۲۲ نفر (۹خانوار) بوده‌است.